# Better Than Love
„Better Than Love“ je singl britského synthpopového dua Hurts. Píseň pochází z jeho debutového studiového alba Happiness. Produkce se ujali producenti Joseph Cross a Jonas Quant.

## Hitparáda
| Schéma (2010-2011) |    |  |  |
| ------------------ | -- |  |  |
| Belgie             | 12 |  |  |
| Česko              | 54 |  |  |
| Nizozemí           | 88 |  |  |

## Videoklip
Hudební videolkip byl na oficiální Youtube kanál Hurts nahrán 28. srpna 2010. Trailer k videolkipu byl nahrán den předem. Jedná se o jejich první profesionální videoklip a režíroval ho W.I.Z.. Hlavní protagonisté Theo Hutchcraft a Adam Anderson jsou v místnosti, kde probíhá konkurz pro baletky.